# ساوت تولیدو بند (تگزاس)
ساوت تولید و بند (به انگلیسی: South Toledo Bend) یک منطقهٔ مسکونی در ایالات متحده آمریکا است که در شهرستان نیوتون، تگزاس واقع شده‌است. ساوت تولید و بند ۱۴٫۸ کیلومتر مربع مساحت و ۵۲۴ نفر جمعیت دارد و ۵۵ متر بالاتر از سطح دریا واقع شده‌است.